# 阿爾農河
阿爾農河（法語：Arnon，法語發音：[aʁnɔ̃]）是法國的河流，位於該國中部，屬於谢尔河的左支流，河道全長150公里，流域面積2,274平方公里，發源自普雷沃朗日附近，河口處在维耶尔宗附近。

## 外部連結
- http://www.geoportail.fr （页面存档备份，存于）
- Sandre数据库中的阿爾農河 （页面存档备份，存于）